# Балтазар Матіас Кейльхау
Балтазар Матіас Кейльгеу (норв. Baltazar Mathias Keilhau, 2 листопада 1797 — 1 січня 1858, Християнія) — норвезький геолог.

## Біографія
Балтазар Матіас Кейльгеу народився в с. Бірі.
Закінчив університетський курс у Християнії, де у 1826 р. став лектором гірничої справи. Протягом кількох поїздок Кейльгеу вивчив найвіддаленіші території Норвегії: Фінмаркен, Норландію та ін., відвідав Шпіцберген і зібрав відомості про геологічний склад ґрунту майже у всій Норвегії. У 1838 р. Кейльгеу заснував спеціальне друковане видання з геогнозії Норвегії, під назвою «Gala Norwegica» (німецькою мовою), де помістив цінні дослідження: «Christiania's Uebergangs-Territorium» (1838), «Ueber den Bau der Felsenmasse Norwegens» (1844—1850), «Erster Versuch einer geognostischen Karte von Norwegen». У «Magazin for Natur videns Kaberne», редактором якого він був, Кейльгеу помістив ряд статей про землетруси в Норвегії, з теорії граніту, про підняття землі в Норвегії та Швеції, про скандинавські формації тощо.

## Інтернет-ресурси
- Eintrag zu Baltazar Mathias Keilhau im «Norsk biografisk leksikon»
- Eintrag zu Baltazar Mathias Keilhau im «Store norske leksikon» [Архівовано 20 червня 2018 у Wayback Machine.]
- Keilhaubukta: Svalbard SOURCE: National Geospatial-Intelligence Agency, Bethesda, MD, USA [Архівовано 4 березня 2016 у Wayback Machine.]